# Philippine von Reden
Philippine Auguste Amalie von Reden, geb. Freiin Knigge (* 25. November 1775 in Kassel; † 10. Dezember 1841 in Hameln) war eine deutsche Schriftstellerin und Übersetzerin.  Sie war die Tochter von Adolph Freiherr Knigge und Henriette von Baumbach.

## Leben
Die Taufnamen Philippine Auguste Amalie sind eine Reverenz an die Landgräfin Philippine von Hessen-Kassel, an deren Hof Adolph Knigge tätig war. Philippine von Reden wuchs auf dem Gut Baumbach in Nentershausen auf. Entgegen seiner allgemeinen Auffassung von der Erziehung von Mädchen unterrichtete Knigge seine Tochter selbst in naturwissenschaftlichen Fächern und Sprachen. Sie verfasste im Alter von 15 Jahren das Buch Versuch einer Logic für Frauenzimmer.
Nach dem Tod ihres Vaters heiratete Philippine am 26. März 1798 den Oberstleutnant Claus Friedrich von Reden (* 3. November 1774; † 6. Juni 1840). Philippine von Reden zog mit ihrem Ehemann, ihrer Mutter und einer Ziehschwester zunächst nach Clausthal, dann nach Wendlinghausen und schließlich nach Hameln.

## Kinder
Mit ihrem Mann hatte sie mehrere Kinder:
- Friedrich Wilhelm Otto Ludwig (* 11. Februar 1802; † 12. Dezember 1857) ⚭ 1841 Helene Loziczky de Baya (* 17. August 1815; † 23. Januar 1897)
- Klaus Friedrich Wilhelm Ludwig (* 16. Dezember 1809; † 7. Juni 1880), Amtsrichter ⚭ 1843 Julie Dorothea Zwicker (* 19. März 1824; † 26. Januar 1886), Adoptivtochter des Grafen Friedrich Adolph Gottlieb von Eyben
- Wilhelm Karl (* 26. Oktober 1811; † 26. Februar 1841) ⚭ 1839 Marie Wilhelmine Melusine Theodore von Müller (* 26. Mai 1815)[2]

## Werke
- Versuch einer Logic für Frauenzimmer. 1789, Digitalisat
- Kurze Biographie des Freyherrn Adolph Knigge. 1823, Digitalisat
- Lebensregeln, Winke des guten Tons und der feinen Gesellschaft für Jungfrauen und Mädchen, welche in die große Welt eintreten. 1826
- Seelenspiegel für junge Damen aus den höhern Ständen, welche Bildung des Verstandes, Vernunft und Herzensgüte mit Lebensklugheit, Anstand und feiner Sitte zu vereinigen wünschen. Ilmenau 1830